# 비토리아 전투
비토리아 전투(1813년 6월 21일)에서 웰링턴 후작이 이끄는 영국, 포르투갈, 스페인 연합군은 스페인의 비토리아 근처에서 조제프 보나파르트 국왕과 장바티스트 주르당 원수가 이끄는 프랑스군을 격파하여 결국 반도 전쟁에서 승리하는 계기가 되었다.

## 배경
1812년 7월, 살라망카 전투 이후 프랑스군은 마드리드에서 철수했고, 웰링턴의 군대는 1812년 8월 12일 마드리드에 입성했다. 웰링턴은 마드리드 남쪽 접근로를 방어하기 위해 3개 사단을 배치하고, 나머지 병력과 함께 북쪽으로 진군하여 140 마일 (230 km) 떨어진 부르고스 요새를 포위했지만, 적의 병력을 오판하여 10월 21일 부르고스 공방전을 포기하고 퇴각해야 했다. 10월 31일까지 그는 마드리드도 포기하고 북동쪽과 남동쪽에서 오는 프랑스군에게 포위되는 것을 피하기 위해 먼저 살라망카로, 그 다음 포르투갈 국경 근처의 시우다드 로드리고로 퇴각했다.
웰링턴은 겨울 동안 병력을 재편성하고 증원하여 마드리드의 조제프 국왕을 공격했다. 나폴레옹은 재앙적인 러시아 침공 이후 주 병력을 재건하기 위해 많은 병사들을 프랑스로 소환했다. 1813년 5월 20일, 웰링턴은 도루강과 타구스강 사이에 흩어져 있는 주르당 원수의 68,000명 병력을 측면 공격하기 위해 포르투갈 북부에서 북스페인 산맥과 에슬라강을 건너 121,000명(영국군 53,749명, 스페인군 39,608명, 포르투갈군 27,569명)의 병력을 이끌고 진군했다. 프랑스군은 부르고스로 퇴각했고, 웰링턴의 병력은 프랑스로 가는 길을 차단하기 위해 맹렬히 진군했다. 웰링턴 자신은 전략적 기만으로 소규모 중앙군을 지휘했으며, 토마스 그레이엄 경은 통행 불가능하다고 여겨지는 지형을 넘어 프랑스군 우익을 우회하여 주력군을 지휘했다.
웰링턴은 6월 21일 비토리아에서 57,000명의 영국군, 16,000명의 포르투갈군, 8,000명의 스페인군을 이끌고 네 방향에서 공격을 개시했다.

### 지형
전투의 중심은 동쪽에서 서쪽으로 흐르는 사도라 강이다. 사도라 강은 서쪽으로 흐르다가 U자형으로 굽이쳐 마침내 대체로 남서쪽으로 휘어진다. 전장 남쪽에는 라 푸에블라 고지가 있다. 북서쪽에는 몬테 아라토 산괴가 있다. 비토리아는 동쪽에 있으며 사도라 강 남쪽으로 3km 떨어져 있다. 비토리아에서는 북쪽으로 빌바오, 북동쪽으로 살리나스와 바욘, 동쪽으로 살바티에라, 남쪽으로 로그로뇨, 서쪽으로 사도라 강 남쪽의 부르고스로 이어지는 다섯 개의 도로가 방사형으로 뻗어 있다.

### 계획
주르당은 6월 20일 하루 종일 열병을 앓았다. 이 때문에 명령이 거의 내려지지 않았고, 프랑스군은 한가롭게 서 있었다. 엄청난 전리품 수레 열차가 비토리아의 거리를 막았다. 밤 동안 호송대가 떠났지만, 대포를 끌 견인 동물이 충분하지 않아 공성 포병은 남겨두어야 했다.
가잔 사단은 사도라 계곡의 좁은 서쪽 끝을 지켰으며, 강 남쪽에 배치되었다. 마란생 여단은 수비하나 마을에 전방에 배치되었다. 사단은 우익에 르발, 중앙에 다리카우, 좌익에 콩루, 예비대에 빌라트가 배치되었다. 라 푸에블라 고지 서쪽 끝은 경비병 한 명만 지키고 있었다.
더 뒤쪽에는 데를롱 부대가 강 남쪽에 두 번째 전선으로 서 있었다. 다르마냐크 사단은 우익에 배치되었고, 카사뉴 사단은 좌익에 배치되었다. 데를롱은 강의 U자형 굽이 근처에 있는 세 개의 다리를 파괴하지 못했고, 약한 아비 기병 사단을 배치하여 다리를 지키게 했다. 레유의 병력은 원래 세 번째 전선을 형성했지만, 사루 사단은 빌바오 도로를 지키기 위해 강 북쪽으로 보내졌고, 라마르티니에르 사단과 스페인 왕립 근위대 부대는 강둑을 지켰다.
웰링턴은 2만 명의 힐의 우익 부대를 강 남쪽의 사도라 협곡에서 프랑스군을 몰아내도록 지휘했다. 프랑스군이 힐에 몰두하는 동안, 웰링턴의 우익 중앙 부대는 강 북쪽 둑을 따라 이동하여 프랑스군 우익 후방의 U자형 굽이 근처에서 강을 건넜다.
그레이엄의 2만 명 좌익 부대는 몬테 아라토의 북쪽 측면을 우회하여 보내졌다. 이 부대는 빌바오 도로를 따라 내려가 프랑스 주력군을 차단했다. 달하우지의 좌익 중앙 부대는 몬테 아라토를 가로질러 U자형 굽이 동쪽의 강을 강타하여 그레이엄과 웰링턴 사이의 연결 고리를 제공했다.

## 전투

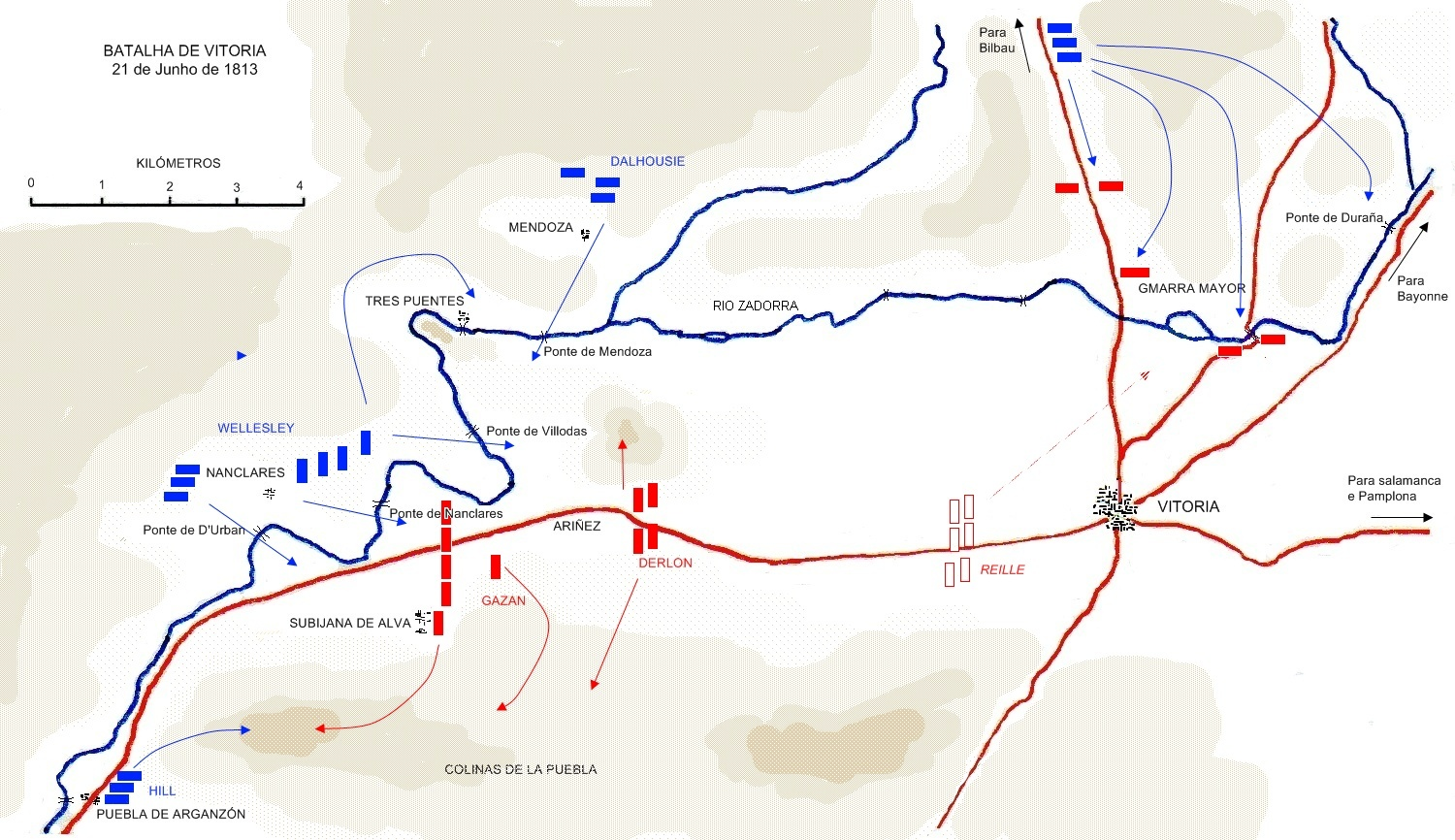
비토리아 전투 지도

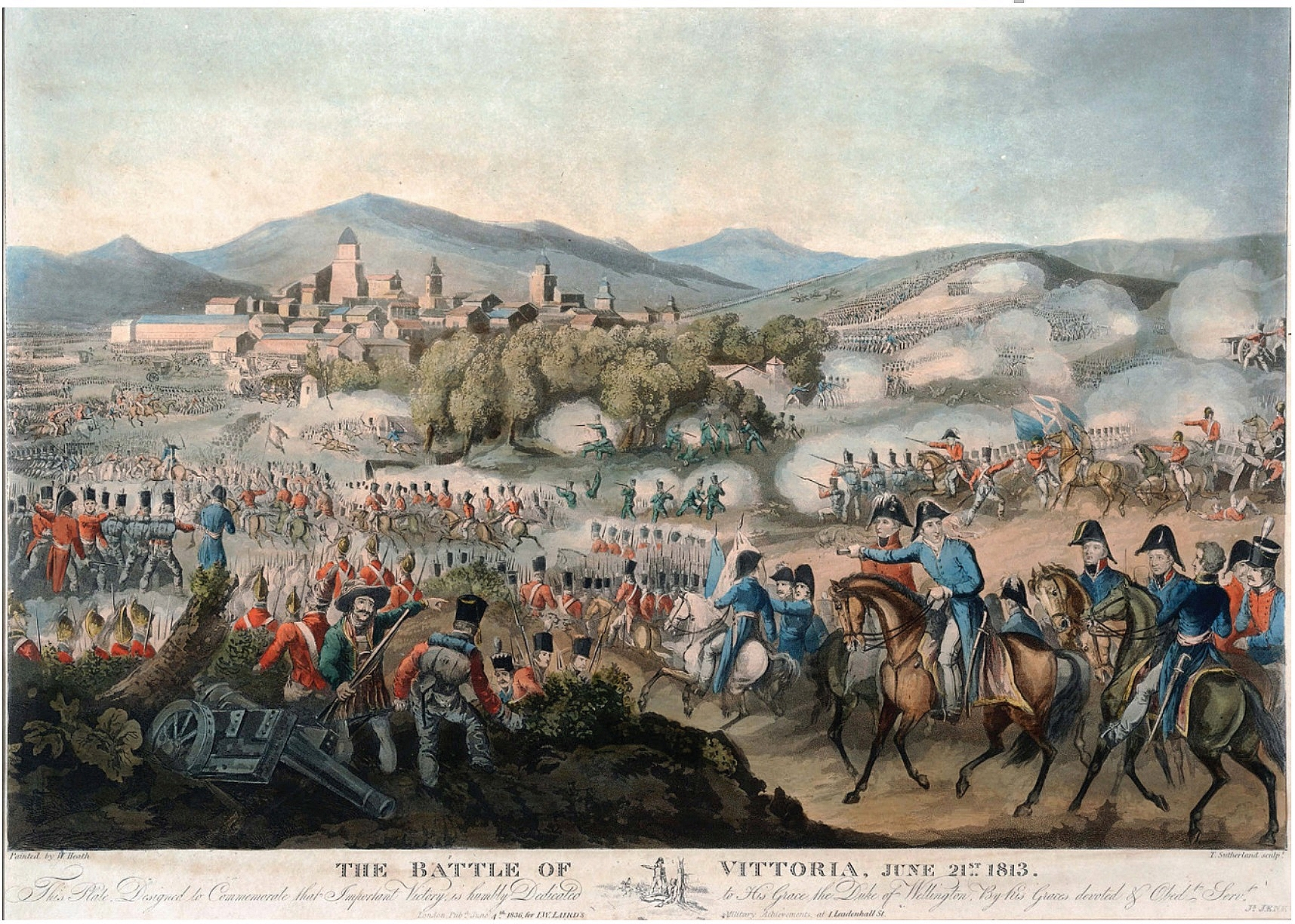
히스와 서덜랜드의 비토리아 전투, A.S.K. 브라운 소장

웰링턴의 계획은 그의 군대를 네 개의 공격 "종대"로 나누어, 남쪽, 서쪽, 북쪽에서 프랑스 방어 진지를 공격하고 마지막 종대는 프랑스 후방을 가로질러 내려오는 것이었다. 부르고스 도로를 따라 올라오면서 힐은 모리요 사단을 라 푸에블라 고지를 오르는 우측으로 보냈다. 스튜어트의 제2사단은 강 바로 남쪽의 좁은 평야에 좌측으로 전개하기 시작했다. 이 움직임을 본 가잔은 모리요를 고지에서 몰아내기 위해 마랑생을 전방으로 보냈다. 힐은 제2사단의 헨리 캐도건 대령 여단을 모리요를 돕기 위해 이동시켰다. 가잔은 빌라트 예비 사단을 고지 전투에 투입함으로써 대응했다.
이때쯤 가잔은 웰링턴의 종대가 사도라강 북쪽으로 이동하여 자신의 우익을 측면 공격하는 것을 처음으로 발견했다. 그는 이제 열병에서 회복된 주르당에게 증원을 요청했다. 자신의 좌익 안전에 집착하게 된 원수는 가잔을 돕기를 거부하고, 대신 데를롱의 병력 일부에게 로그로뇨 도로를 지키라고 명령했다.
웰링턴은 제임스 켐트의 경보병사단 여단을 U자형 굽이에서 사도라강을 가로질러 돌파했다. 동시에 스튜어트는 수비하나를 점령했고, 가잔의 두 사단의 반격을 받았다. 고지에서는 캐도건이 전사했지만, 영국-스페인 연합군은 그들의 거점을 유지하는 데 성공했다. 웰링턴은 그레이엄의 종대가 영향을 미칠 시간을 주기 위해 공격을 중단했고 전장에는 잠시의 소강 상태가 찾아왔다.
정오에 그레이엄의 종대가 빌바오 도로에 나타났다. 주르당은 즉시 포위될 위험에 처했음을 깨닫고 가잔에게 비토리아 쪽으로 철수하라고 명령했다. 그레이엄은 사루 사단을 강 건너로 밀어붙였지만, 격렬한 전투에도 불구하고 사도라강을 건널 수 없었다. 동쪽으로 더 나아가서, 롱가의 스페인 군대는 스페인 왕립 근위대를 격파하고 바욘으로 가는 도로를 끊었다.
켐트 여단의 일부 도움으로 달하우지 종대의 픽턴 제3사단은 강 남쪽으로 건너갔다. 픽턴에 따르면, 적군은 대포 40~50문으로 제3사단을 맹포격하고 우익에 반격을 가했는데, 제3사단은 다리를 너무 빨리 점령했기 때문에 여전히 노출되어 있었고, 이로 인해 제3사단은 1,800명의 병력을 잃었다(전투에서 연합군 전체 손실의 3분의 1 이상). 콜 제4사단은 서쪽으로 더 나아가 강을 건넜다. 좌익의 가잔과 우익의 데를롱과 함께 프랑스군은 아리네스 마을에서 저항을 시도했다. 위협적인 전선을 형성한 제4, 경, 제3, 제7사단은 곧 이 위치를 점령했다. 프랑스군은 잘 다루는 수많은 야전 포병의 엄호를 받으며 수아소 능선으로 후퇴했다. 이 위치는 가잔이 그의 동료 데를롱과 협력하기를 거부하자 웰링턴의 공격에 함락되었다.
프랑스군의 사기는 무너졌고 가잔과 데를롱의 병사들은 전장에서 도주했다. 포병들은 추적하는 말들을 타고 도주하면서 대포를 버렸다. 곧 도로는 수많은 마차와 수레로 막혔다. 그레이엄을 막아낸 레유의 두 사단의 노력 덕분에 수만 명의 프랑스군이 살바티에라 도로를 통해 탈출할 수 있었다.

## 여파

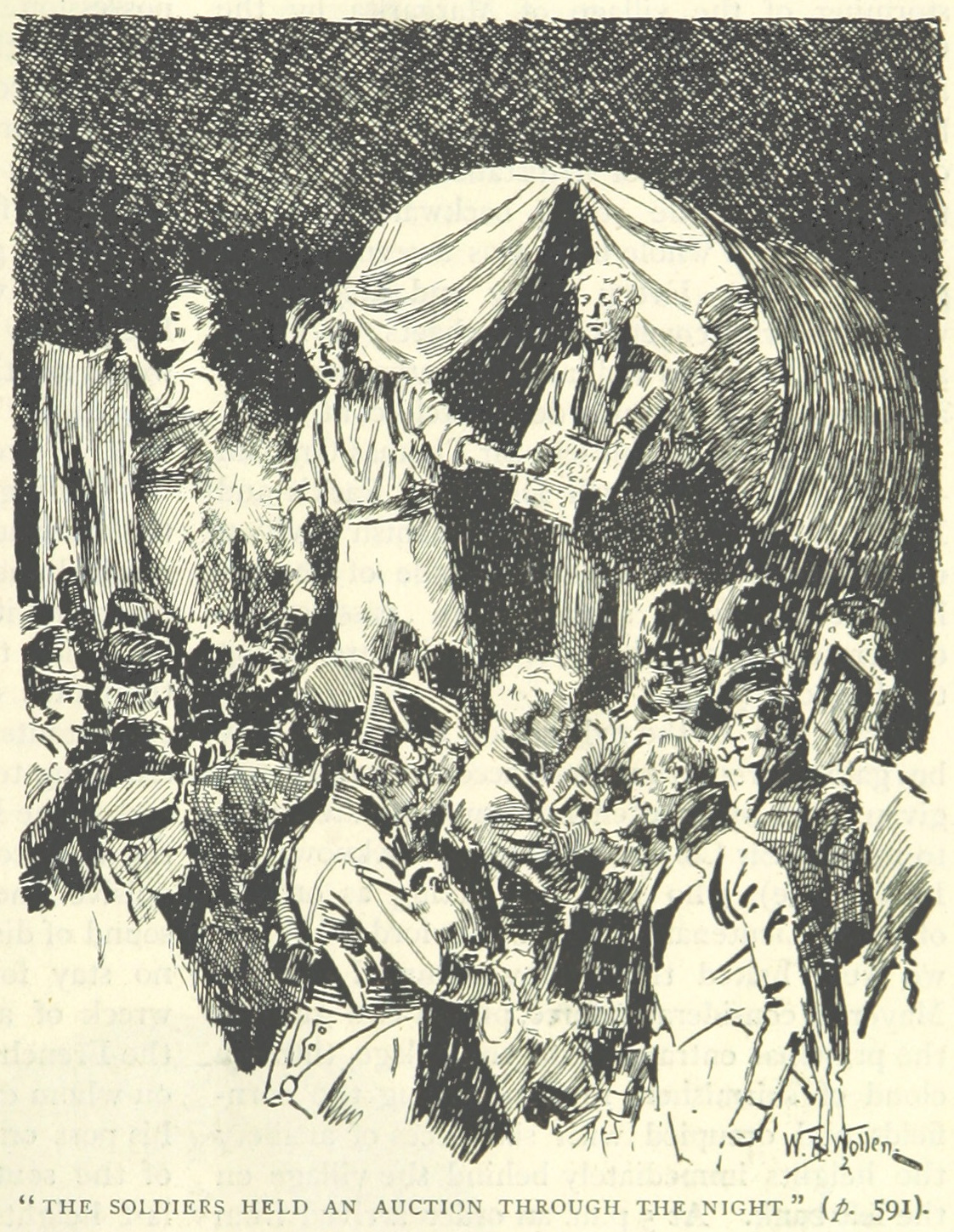
영국군이 전투 중에 약탈한 전리품을 경매에 부치고 있다.

연합군은 약 5,000명의 병력을 잃었으며, 영국군 3,675명, 포르투갈군 921명, 스페인군 562명의 사상자가 발생했다. 프랑스군의 손실은 최소 5,200명의 전사자와 부상자, 그리고 2,800명의 포로와 151문의 대포를 포함한다. 군별 손실은 남부군 4,300명, 중부군 2,100명, 포르투갈군 1,600명이었다. 왕립 근위대와 포병 부대의 사상자 보고는 없었다.
프랑스군의 손실이 더 크지 않았던 몇 가지 이유가 있다. 첫째, 연합군은 그날 아침 이미 20 마일 (32 km)를 행군하여 추격할 상태가 아니었다. 둘째, 레유의 병력은 그레이엄의 종대를 용감하게 저지했다. 셋째, 프랑스군이 퇴각한 계곡은 좁고 제3후사르연대와 제15드라군연대가 후위부대 역할을 하여 잘 엄호되었다. 마지막으로, 프랑스군은 전리품을 뒤에 남겨두었다.
많은 영국 병사들은 버려진 프랑스 수레에 있는 "왕국의 약탈물"을 약탈하기 위해 길을 벗어났다. 100만 파운드 이상(현대 가치로 약 1억 파운드)의 전리품이 압수된 것으로 추정되지만, 이로 인한 심각한 기강 해이로 인해 격분한 웰링턴은 배서스트 백작에게 보내는 전보에서 "우리는 병사로서 세상의 쓰레기를 데리고 있다"고 썼다. 영국 장군은 또한 새로운 기병 연대에 대한 분노를 표출하며 "제18후사르연대는 전투에서나 다른 곳에서나 군인의 이름에 먹칠을 하고 있다. 다른 방법으로 그들을 통제할 수 없다면 그들에게서 말을 빼앗고 영국으로 돌려보낼 생각이다"라고 썼다. (1814년 4월 8일, 제18후사르연대는 헨리 머레이 중령 경이 이끈 크루아 도라드에서의 용맹한 돌격으로 툴루즈 전투 직전에 명예를 회복했다.)
질서는 곧 회복되었고, 12월까지 산세바스티안과 팜플로나를 점령한 후 웰링턴의 군대는 프랑스에 주둔했다.
나폴레옹의 퇴위로 툴루즈 전투와 바욘 전투에 이어 반도 전쟁이 끝났다.

### 유산
이 전투는 루트비히 판 베토벤의 작품 번호 91, 종종 "전쟁 교향곡" 또는 "웰링턴의 승전"이라고 불리는 작품의 영감이 되었으며, 이 작품은 전투를 음악 드라마로 묘사한다. 또 다른 대규모 작품은 요한 베른하르트 로기에의 비토리아 전투 (1813)로, 여러 군악대와 오케스트라가 결합되었다. 화가 조지 존스는 1822년 조지 4세의 의뢰를 받아 비토리아 전투라는 그림을 제작했다.
반딧불이라는 영화의 절정은 웰링턴이 프랑스 중앙을 공격하는 장면에서 발생한다. (이 영화는 루돌프 프리믈의 동명 오페라 음악을 사용했지만, 줄거리는 완전히 달랐다.)
이 전투와 프랑스군의 패주는 버나드 콘웰의 책 샤프의 명예의 절정을 이룬다.

### 기념물

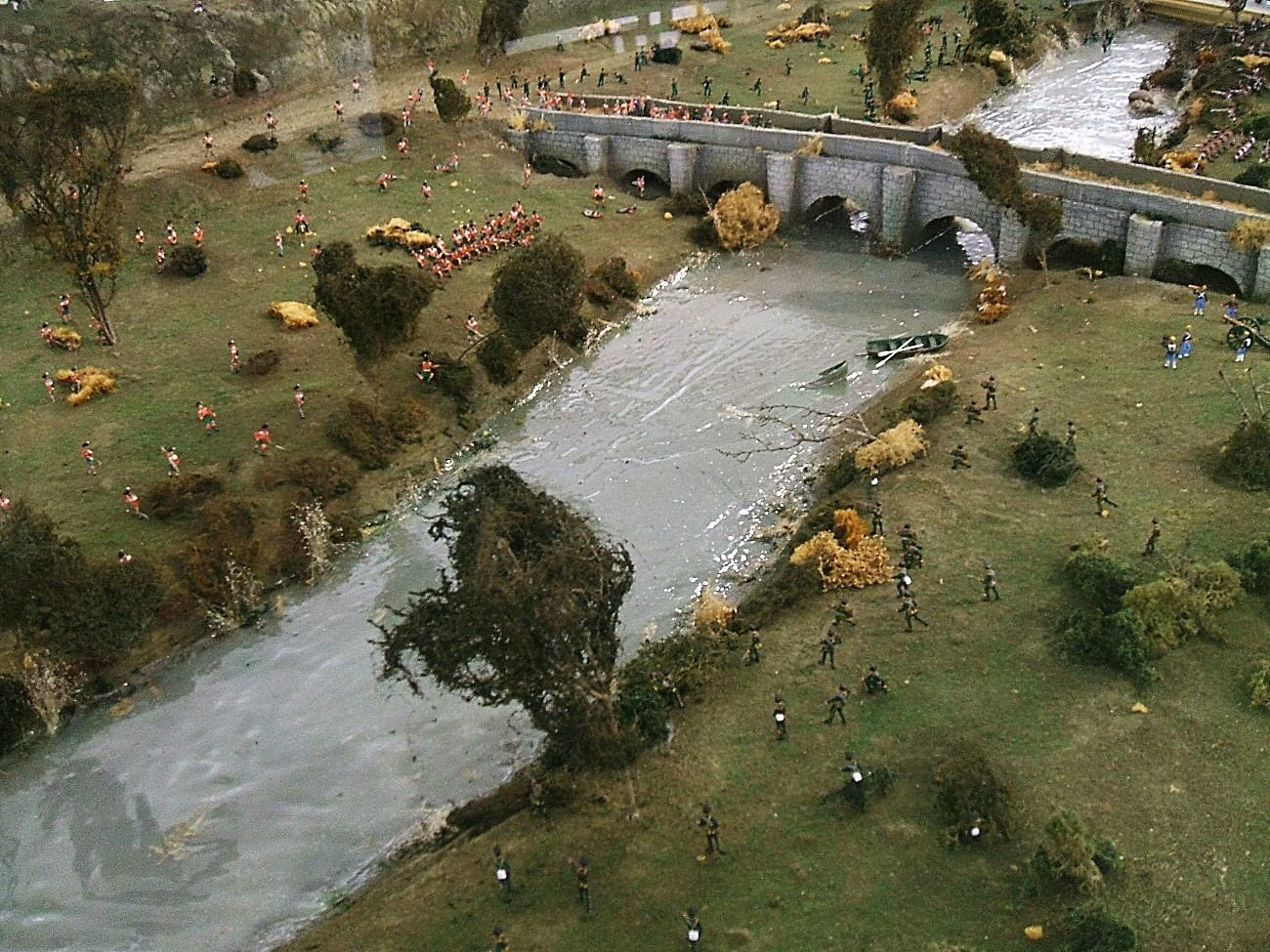
비토리아-가스테이스의 무기 박물관 (Museo de Armería)에 전시된 전투 모형 재현.
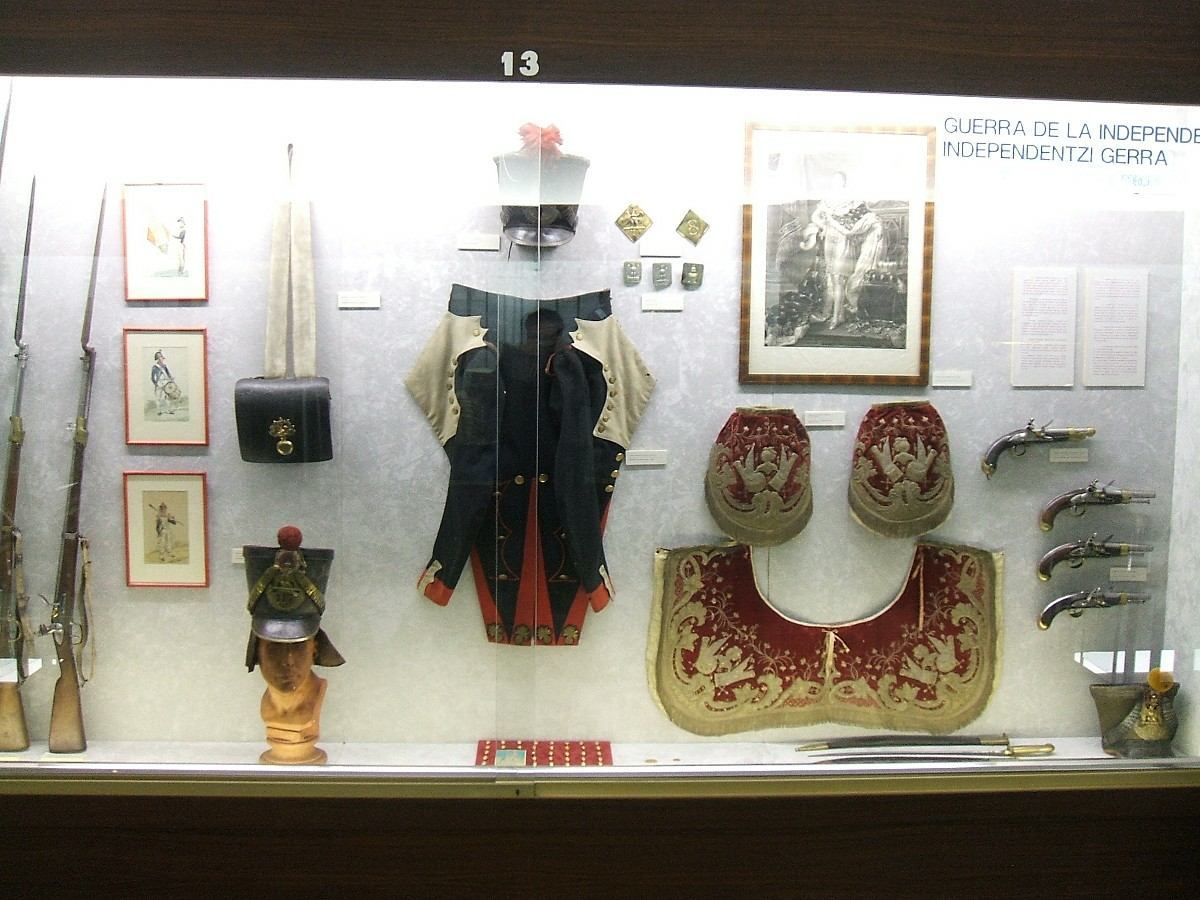
비토리아-가스테이스의 무기 박물관 (Museo de Armería)에 전시된 전투 후 연합군이 획득한 제국 군사 물품.
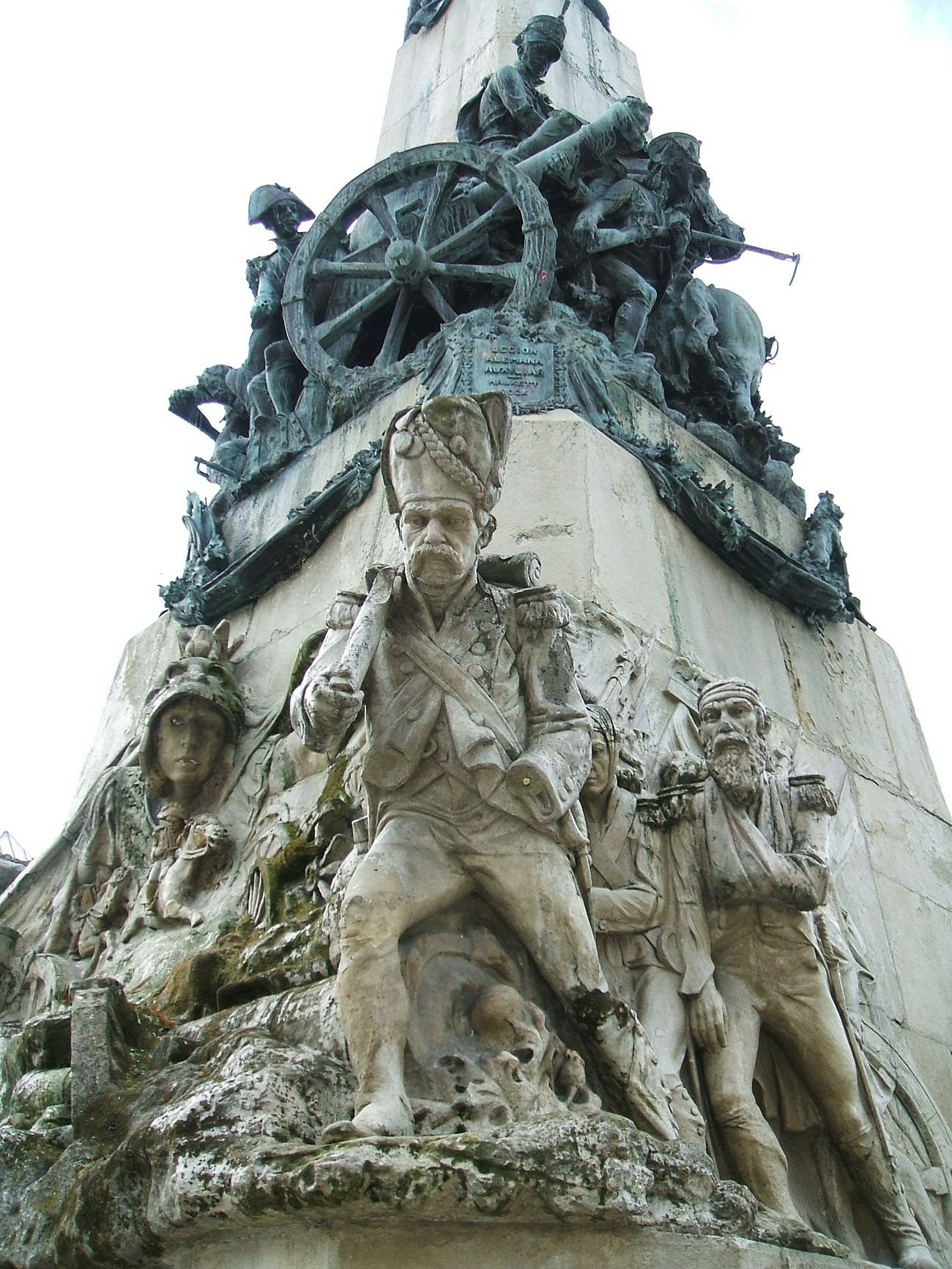
비토리아-가스테이스의 전투 기념비에 묘사된 프랑스군의 퇴각.

## 참고 문헌
- Bodart, Gaston (1908). 《Militär-historisches Kriegs-Lexikon (1618–1905)》. 2021년 6월 1일에 확인함.
- Cannon, Richard (1847). 《Historical Record of the Seventy-fourth Regiment (Highlanders)》. Parker, Furnivall & Parker.
- Gates, David (2002). 《The Spanish Ulcer: A History of the Peninsular War》. London: Pimlico. ISBN 0-7126-9730-6.
- Glover, Michael (2001). 《The Peninsular War 1807–1814》. London: Penguin. ISBN 0-141-39041-7.
- Smith, Digby (1998). 《The Napoleonic Wars Data Book》. London: Greenhill. ISBN 1-85367-276-9.
- Wellington, Arthur Wellesley, Duke of (1838), 《The dispatches of Field Marshal the Duke of Wellington: during his various campaigns in India, Denmark, Portugal, Spain, the Low Countries, and France, from 1799 to 1818》 X, John Murray, 2007년 11월 14일에 확인함

## 더 읽어보기
- Fletcher, Ian (2005). 《Vittoria 1813: Wellington Sweeps the French from Spain》. New York, NY: Praeger Publishers. ISBN 0-275-98616-0.
- Lipscombe, Nick (2010). 《The Peninsular War Atlas》. Oxford: Osprey. ISBN 978-1-84908-364-5.